# Іґнацій Камінський
Ігнацій Камінський (24 січня 1819, Вишнівчик — 21 травня 1902, Делятин) — бургомістр Станиславова понад 20 років з 1869 по 1889 рік, депутат Галицького сейму 2-го скликання, а також 3-й, 4-й і 5-й термін (1867—1884) і до Державної ради. Походив зі дрібної шляхти та мав герб «Торог».

## Біографія
Народився 24 січня 1819 році у Вишнівчику, Королівство Галичина та Володимирії. Походив з дрібної шляхти та мав герб «Topór». Почергово закінчив бучацьку загальну школу, львівську гімназію й тамтешній університет, де здобув ступінь доктора права та філософії. Ще студентом приєднався до польського конспіративного гуртка «Сини Вітчизни», що мав на меті звільнити Польщу від австрійського поневолення. Брав активну участь у підготовці повстання 1846 року. Був викритий поліцією та арештований на 2 роки.
У 1848 році в епоху Весни Народів в Австрійській імперії спалахнула революція. На противагу австрійському староству міська інтелігенція сформувала свій владний орган — Окружну Раду, куди увійшли представники польської та єврейської інтелігенції. Секретарем Ради став молодий Камінський. Одночасно він був одним із організаторів Народної гвардії — місцевої самооборони. У своїх промовах Камінський закликав до скасування кріпосної системи. В українцях він вбачав союзників і запобігав спробам австрійців стравити дві нації.
Під час гарячої фази революції Ігнацій Камінський одружився з Марією Бабецькою. Його дружина мала чудовий голос і співала у костелі, а їхня донька Амалія згодом стала відомою оперною співачкою. Того ж року Камінського заарештували на три роки до в'язниці Терезієнштадт.
У 1861 році в дію вступила конституційна реформа. Тепер галичани могли обирати депутатів до Крайового сейму у Львові. У Станиславові вибори відбувались у приміщенні магістрату. Майже всі кандидати, на чолі з віце-президентом намісництва Мохом, були проурядовими. Єдиним непровладним був доктор Камінський. Коли комісар Ейхль намагався відсторонити Камінського від виборів, згадавши дві його ходки, розбурений натовп ледь не викинув того з вікна будинку. За результатами голосування Ігнацій переміг. Але староство оскаржило результати та призначило нові вибори. Там Камінський пролетів, поступившись Якову Криштофовичу, раднику окружного суду.
У розпал Січневого повстання 1863 року знов розбудив у Ігнація Камінському польського патріота. Він поїхав до Відня, де закуповував зброю для підготовки повстання у Галичини. Відчувши поліційний хвіст, революціонер емігрує до Монако, а звідки у Швейцарію.
У Швейцарії Ігнацій Камінський знайомиться із повстанським генералом Юзефом Гауке, який керував останньою великою битвою повстанців із росіянами біля Опатова. Камінський разом із Юзефом Гауке та іншими польськими іммігрантами намагалися увійти у контакт із урядом Луї-Наполеона ІІІ Бонапарта, аби Франція підтримала наступне велике польське повстання. Переговори ці завершилися нічим, відповідно Камінський після оголошення амністії повертається до Франківська, а Юзеф Гауке стає бригадним генералом армії під проводом Гарібальді і гине у франко-пруській війні біля Діжону.
У Станиславові влаштувався на посаду віце-бургомістра (1866), а через два роки отримав довгоочікуваний мандат посла Крайового сейму.
У 1868 році місто спалила відома «мармулядова пожежа». Самотужки магістрат не міг відновити Станиславів — були потрібні зовнішні джерела фінансування. До справи взявся Камінський. Він домігся аудієнції цісаря у Будапешті та великої лотерейної позики для міста. До Станиславова Ігнацій Камінський повернувся як національний герой і на наступних виборах став його бургомістром (1869).
За ініціативи бургомістра у 1875 році в місті відбулася велика аграрно-промислова виставка.
У 1883 році будували залізницю Станиславів-Гусятин. Камінський, будучи членом палати послів у Відні, зробив усе можливе, аби контракт дістався барону Шварцу. Як з'ясувалося згодом, барон виявився ще тим аферистом, і спалахнув великий скандал. Усі газети імперії писали про справу Шварца-Камінського. Бургомістра звинуватили у хабарництві та розтраті бюджетних коштів. До міста приїхала люстраційна комісія, яка виявила, що Станиславів боргує державі 1,5 млн ринських злотих.
Ігнацій Камінський свою вину не визнавав, розпочалась судова тяганина. Витративши на адвокатів величезні суми, бургомістр таки викрутився, але на репутації можна було ставити хрест. Крім того, в нього стало погано зі здоров'ям. Камінський вирішив піти: спершу склав мандат депутата сейму, а в липні 1888-го подав у відставку з поста бургомістра.
Доживав Камінський у Дорі, на невеличкий віллі. Помер у 1902 році в Делятині.

## Політична діяльність на посаді Бургомістра
Велике будівництво
Відкрили нову ратушу, заснували реальну школу, відкрили газозавод і започаткували газове освітлення вулиць. Камінський непогано розбирався у фінансах і певний час суміщав посаду бургомістра із директорством у «Банку Залічковому» та «Касі ощадності». По всьому місту йшло активне брукування вулиць, облаштування й розширення хідників. Станіславів збагатився такими важливими об'єктами, як в'язниця, пожежне депо, міська бійня (предок м'ясокомбінату), військові казарми та навіть прообраз сучасного супермаркету — міський базар. Така масштабна забудова стала можливою через довгострокові кредити, які місто брало під малі відсотки. За період урядування Камінського з'явилося кілька нових вулиць, найбільшою з яких була Баторія (Короля Данила), а брудна площа, яка сучасникам нагадувала «азійський базар», перетворилась на симпатичний сквер Міцкевича. Вулицю Сапіжинську прикрасив помпезний готель Камінського (1874), який тогочасна преса називала зразковим.
Освіта
Крім реальної школи, місто отримало ще школи ім. Міцкевича (інститут післядипломної освіти) та св. Ядвиги (школа № 7). Камінський особисто запросив із Парижа повстанця-емігранта Вінцента Смагловського з його великою книгозбірнею, якого призначив першим директором міської бібліотеки. Також бургомістр виступив засновником ремісничо-міщанського товариства «Гвязда», до якого одразу записалися 200 осіб.
Культура
У 1876 році бургомістр розпорядився облаштувати сквер, який отримав назву «Гетьманські вали».

## Оцінка діяльності
Дослідниця Жанна Комар знайшла цікаві спогади колишнього гімназиста Островського, в яких він описує станиславівського бургомістра: «Чоловік рослий та широкоплечий, брюнет з яскраво вираженими рисами, повстанець 1863 року, оратор, патріот, підприємець, здібний, ініціативний, амбітний. Мешкав при вулиці, що спочатку називалась Мала Заболотівська, а потім на в його честь була перейменована на Камінського. Мав гарний одноповерховий будинок, до магістрату їздив міським фаетоном, запряженим одним конем, яким керував пожежник. Щоденно фаетон проїздив до Ринку вулицями Сапіжинською і Карпінського. На заднім сидінні було видно згорбленого Камінського, який обома руками спирався на велику палицю, з якою ніколи не розлучався».

## Вшанування пам'яті
23 травня 1902 року тіло Камінського доставили потягом з Делятина до Станиславова. В жалобній церемонії на вокзалі Делятина взяла участь і делегація зі Станиславова — заступник бургомістра Кароль Фідлер, радник магістрату Юзеф Вежейський і представники ґмінної ради. 24 травня о восьмій годині ранку тіло померлого бургомістра прибуло до рідного міста, а близько другої години дня на вокзалі зібралася величезна юрба жителів Станиславова, які прагнули віддати Камінському останню шану.
Перед винесенням тіла з вокзалу жалобну промову виголосив бургомістр Артур Німгін, і Камінський востаннє помандрував вулицями міста. В похоронній ході взяли участь депутати міської ради, урядники повітової ради і староства на чолі зі старостою Юліушем Прокопчицем, представники місцевих братств і товариств, міської поліції та пожежної охорони. Всю цю величезну процесію очолював міський оркестр «Гармонія», який вигравав траурні марші. Службу за душу покійного провели представники всіх трьох релігійних громад міста.
Краєзнавець Михайло Головатий ще бачив його могилу, із простим кам'яним хрестом, яка знаходилась у самому куті кладовища, біля драмтеатру. На початку 1980-х надгробок розтрощили комуністи бульдозерами.
У 2005 році в Івано-Франківську вирішили встановили пам'ятник бургомістру Камінському.